# Modular Common Spacecraft Bus
Modular Common Spacecraft Bus (MCSB) — космическая платформа общего назначения, предназначенная для быстрого и дешёвого создания космических аппаратов. MCSB имеет модульное устройство, что должно позволить создавать аппараты с различной полезной нагрузкой.

Обычно космические миссии предполагают создание уникального аппарата стоимостью в сотни миллионов долларов, но инновационная платформа MCSB позволит НАСА осуществлять больше миссий за меньшие деньги. Используя модульную платформу НАСА более не придётся «изобретать велосипед» для каждой миссии, что снизит их стоимость за счёт результатов предыдущих НИОКР. Космические аппараты, стоимостью примерно в десять раз меньшей обычных беспилотных миссий, будут способны осуществлять посадку на Луну, работать на орбите Земли и осуществлять сближения с астероидами. Было нелегко убедить руководство НАСА в проекте, однако высокопоставленный чиновник НАСА был достаточно впечатлён полётными тестами, чтобы включить проект в лунную миссию Lunar Atmosphere and Dust Environment Explorer (LADEE) стоимостью 80 миллионов долларов.
Оригинальный текст (англ.)Usually space missions require unique spacecraft that are custom built for hundreds of millions of dollars, but an innovative Modular Common Spacecraft Bus will allow NASA to launch more missions for less money. By using a modular platform NASA will no longer need to “reinvent the wheel” for each mission and leveraging previous R&D further reduces design cost. The spacecraft is roughly one tenth the price of a conventional unmanned mission and could be used to land on the moon, orbit Earth, or rendezvous with asteroids. It was not easy to get NASA headquarters to believe in the project, but when high-ranking NASA officials saw a flight test, they were impressed enough to include the team in an $80 million dollar mission to the moon, called the Lunar Atmosphere and Dust Environment Explorer (LADEE).
— Common Spacecraft Bus for Lunar Explorer Missions

## Программы
- Lunar Atmosphere and Dust Environment Explorer (LADEE), задание на орбите Луны; запуск — 6 сентября 2013 года;
- MoonEx-1 lander — аппарат, разрабатываемый в рамках коммерческой лунной программы Moon Express, участник Google Lunar X PRIZE[2];